# 크리스티앙 로페
크리스티앙 로페(프랑스어: Christian Lopez, 1953년 3월 15일, 프랑스령 알제리 아인 테무샹 ~)는 프랑스의 전 프로 축구 선수로, 현역 시절 수비수로 활약했다.

## 클럽 경력
로페는 프랑스령 알제리의 아인 테무샹 출신이다. 현역 선수로 15년을 활약한 그는 생테티엔과 툴루즈에서 429번의 리그 1 경기에 출전해 28골을 기록했다. 그는 전자의 구단 소속으로 7번 우승했는데, 두 차례 2관왕도 달성했다. 또한 그는 전설적인 미셸 플라티니와 3년을 동행하기도 했다.
로페는 1985-86 시즌을 리그 2의 몽펠리에에서 보냈고, 아마추어 구단 몽텔리마르에서 34세로 현역 은퇴했다. 그는 은퇴 후 샹피오나 나시오날 3 카네 로슈빌의 단장직을 역임했다.

## 국가대표팀 경력
로페는 7년 넘게 39번의 프랑스 국가대표팀 경기에 출전하여 1골을 기록했다. 1975년 3월 26일, 그는 파리에서 열린 헝가리와의 친선경기에서 첫 경기를 치렀고, 결과는 2-0 승리였다.
로페는 1978년과 1982년 월드컵에 프랑스 선수단 일원으로 참가했다. 그는 후자의 대회에서 파란 군단(Les Bleus)의 경기에 4번 출전했는데, 프랑스는 이 대회를 4위로 마감했다.

## 수상
생-테티엔
- 디비시옹 1: 1973–74, 1974–75, 1975–76, 1980–81[1]
- 쿠프 드 프랑스
  - 우승: 1973–74, 1974–75, 1976–77
  - 준우승: 1980–81, 1981–82[1]
- 유러피언컵 준우승: 1975–76[8]